# Diana Eichhorn
Diana Eichhorn (* 1969 oder 1970) ist eine deutsche Fernsehmoderatorin, Sprecherin und Schauspielerin.

## Leben und Wirken
Diana Eichhorn wuchs in Düren auf. Mit 17 Jahren zog sie nach Köln, wo sie erst eine Ausbildung zur Kosmetikerin und Visagistin absolvierte und nach einem Jahr Berufserfahrung eine kaufmännische Ausbildung in der Bekleidungsindustrie anknüpfte. Nachdem sie auch diese erfolgreich abgeschlossen hatte, entschied sie sich, das Abitur auf dem zweiten Bildungsweg nachzuholen.
Währenddessen begann sie parallel eine Ausbildung in Sprecherziehung und Stimmbildung, nahm später Schauspielunterricht und Moderatorentraining dazu. Schauspielerfahrung sammelte sie nicht nur in dem Stück Durchreise von Curth Flatow, sondern auch am Jungen Theater Leverkusen in Kabale und Liebe, in dem sie die Rolle der Lady Milford übernahm. Ihr letztes Engagement hatte sie am Euro Theater Central Bonn mit einer Doppelrolle (Acroteleutium und Philocomasium) in dem Stück Miles Gloriosus. Erste Moderationen für das Fernsehen übernahm sie 1996 im ZDF als Programmansagerin.
Von November 2001 bis Ende 2020 moderierte sie wöchentlich das erfolgreiche Haustiermagazin hundkatzemaus auf VOX. Ihre Themen waren Tierporträts, die Psychologie der Mensch-Tier-Beziehung, Service-Themen zu Haltung und Pflege, Tierschutz aber auch Boulevard-Geschichten und Besuche bei Prominenten.
Zudem ist Eichhorn im Tierschutz aktiv. Sie unterstützt unter anderem das Online-Tierheim Shelta Tasso und setzt sich dafür ein, dass Tierprodukte jeglicher Art ausschließlich aus artgerechter Haltung und mit anerkanntem Bio-Siegel gekauft werden.

Eichhorn ist Mutter eines Sohnes.

## Filmografie
- 1997–2000: Grün & Bunt – Das Gartenmagazin
- 1998: ZDF-Fernsehgarten
- 2001–2020: hundkatzemaus
- 2006: 20 Welpen für einen Mantel
- 2006: Profis auf vier Pfoten
- 2006–2007: Top Dog – Deutschland sucht den Superhund